# برزخ بنما

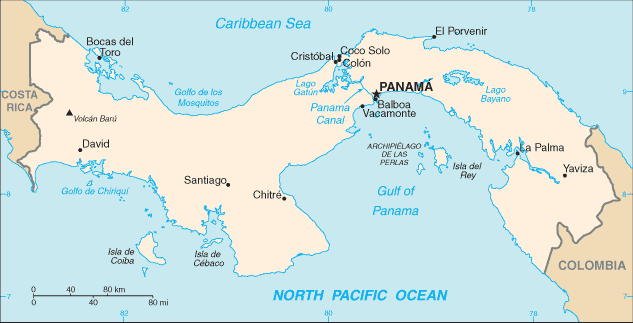
برزخ بنما

برزخ بنما أو بما يسمى تاريخيا برزخ دارين هو شريط ضيق من اليابسة يقع ما بين البحر الكاريبي والمحيط الهادئ وتربط ما بين أمريكا الشمالية مع الجنوبية. وقد تشكلت قبل 3 ملايين سنة خلال الحقبة البليوسينية وتشمل جمهورية بنما وقناة بنما. ومثل كل برزخ آخر، فإن موقعه ذو أهمية إستراتيجية كبرى.

## التاريخ

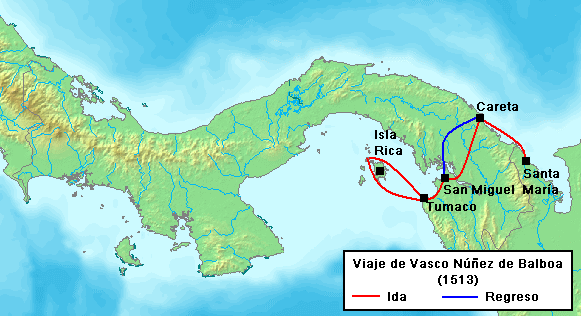
Núñez de Balboa's travel route to the South Sea, 1513

عندما كان فاسكو نوانيز دي بالبوا مبحرا خلال ساحل البحر الكاريبي سمع من الأهالي عن البحر الجنوبي. فرأى الباسيفيك لأول مرة في 25 سبتمبر 1513. وفي سنة 1519 أنشأ قرية بنما بالقرب من مستعمرة للأهالي الأصليين على المحيط الهادئ. ثم بعد اكتشاف البيرو تطورت لتكون ميناء هام للتجارة وأصبحت مركزا إداريا. وفي سنة 1671 عبر القرصان الشهير هنري مورغان البرزخ قادما من البحر الكاريبي ودمر المدينة بعد نهبها. فتم تغيير موقع القرية بعد ذلك عدة كيلومترات غربا بداخل شبه جزيرة صغيرة، أما الموقع القديم للمدينة فقد اعتبر من المواقع الأثرية التابعة لمواقع التراث العالمي لليونسكو سنة 1997.
كان الذهب والفضة القادمين من نائب الملك في البيرو ينقلان برا عبر البرزخ إلى ميناء بورت بيلو حيث تبحر إساطيل الخزينة الإسبانية [الإنجليزية] منه إلى إشبيلية وقادس منذ سنة 1707. امضى فيها الرحالة الويلزي ليونيل ويفر أربع سنوات ما بين 1680-1684 بين الأهالي كونا انديانز [الإنجليزية]، وحاولت اسكتلندا بناء مستعمرة سنة 1698 واسمتها مخطط دارين عن طريق إحدى شركاتها، ولكنه كان مشروع فاشل.
عندما بدأت حمى الذهب في كاليفورنيا سنة 1849 أدى ذلك إلى زيادة كبيرة بنقل الناس من المحيط الأطلسي إلى المحيط الهادئ. فجلبت البواخر الباحثين عن الذهب من موانئ شرق الولايات المتحدة ثم عبروا في رحلة شاقة عبر برزخ سيرا على الاقدام وبالخيل ثم استخدموا السكك الحديدية بعد ذلك. واستقلوا سفن شركة بريد الباسيفيك البخارية [الإنجليزية] المتجهة إلى سان فرانسيسكو على جانب المحيط الهادي
وفي سنة 1880 بدأ فرديناند دي لسبس والذي هو صاحب مشروع قناة السويس، في إنشاء شركة قناة بنما، ولكنه أفلس سنة 1889 بما يعرف بفضيحة بنما [الإنجليزية]
ما بين عامي 1902-1904 اجبرت الولايات المتحدة كولومبيا على منح الاستقلال لإدارة البرزخ، اشترت الأصول المتبقية لإدارة قناة بنما ثم اكملت بناء القناة سنة 1914.

## جيولوجية البرزخ
كانت المياه تغطي منطقة بنما وذلك قبل تكوين البرزخ الحالي، فالمسطح المائي الكبير (ويعرف ببحر أمريكا الوسطى [الإنجليزية]) الذي يفصل قارتي أمريكا الشمالية عن الجنوبية قد سمح بتمازج مياه المحيط الطلسي مع الهادي بشكل حر. وتحت السطح حيث يوجد صفيحتين لقشرة الأرض تصطدمان ببطء، مجبرة صفيحة المحيط الهادي بالانزلاق تحت صفيحة الكاريبي. فالضغط والحرارة الناتجين من هذا الاحتكاك اديا إلى تشكيل براكين تحت الماء، فمن البراكين من كانت له القدرة على النمو والخروج إلى سطح الماء مكونا الجزر قبل 15 مليون سنة مضت. وكانت حركة تلك الصفائح خلال تلك المدة قد دفعت قعر بحر بعض الأماكن بالارتفاع بأن تكون إلى مافوق مستوى الماء.
مع مرور الوقت أتت كميات هائلة من رواسب (الرمال والتربة والطين) أمريكا الشمالية والجنوبية لتملأ فجوات الجزر المتكونة حديثا. وخلال ملايين السنين ملئت تلك الرواسب المتراكمة الفجوات الجزر بالكامل. وقد تكون هذا البرزخ في ما بين أمريكا الشمالية والجنوبية قبل حوالي 3 ملايين سنة.
وقد عد العلماء أن نشأة برزخ بنما هو من أهم الأحداث الجيولوجية التي حدثت خلال ال60 مليون سنة. بالرغم من أن البرزخ كان مجرد شظية صغيرة من الأرض نسبة إلى أحجام القارات إلا أن له تأثير هائل على مناخ الأرض وبيئتها. فقد أغلق تدفق المياه بين محيطين، وأيضا فإن الجسر الأرضي قد أعاد توجيه تيارات المحيطات في كل من المحيط الأطلسي والمحيط الهادئ. فاضطرت تيارات المحيط الأطلسي للإتجاه شمالا، واستقرت في نهاية المطاف إلى النمط الحالي الجديد الذي نسميه تيار الخليج. فمياه البحر الكاريبي الدافئة التي تتدفق نحو شمال شرق المحيط الأطلسي تجعل المناخ في شمال غرب أوروبا أكثر دفئا. (بدون تلك التيارات الدفيئة من تيار الخليج فإن درجات الحرارة في شتاء أوروبا ستنخفض 10 م°). لم يعد المحيط الأطلسي يختلط مع الهادئ وقد صار أكثر ملوحة. ساعدت كل هذه التغييرات على التكوين الحالي لنمط دورة المحيطات العالمي. بالمختصر، برزخ بنما يتأثر بشكل مباشر وغير مباشر بنمط التغيرات في المحيطات والغلاف الجوي التي تنظم أنماط هطول الأمطار والتي بدورها تنحت المناظر الطبيعية.
تشير الدلائل إلى أن إنشاء تلك الكتلة من الأرض وتوابعها قد سبب بالطقس الرطب الدافئ فوق شمال أوروبا مما أدى إلى تشكيل الغطاء الجليدي في القطب الشمالي، وساهم في العصر الجليدي الحالي.
لعب تشكيل برزخ بنما دورا رئيسيا في التنوع الحيوي على كوكب الأرض. وشكل جسرا سهل على الحيوانات والنباتات للهجرة ما بين القارتين. ويعرف هذا الحدث في علم المتحجرات باسم التبادل الأمريكي الكبير. فعلى سبيل المثال يوجد اليوم في أمريكا الشمالية حيوانات الأبوسوم والمدرع والنيص التي ترجع أصولها إلى الأسلاف التي عبرت الجسر البري من أمريكا الجنوبية. وبالمقابل فإن أسلاف الدببة والقطط والكلاب والخيول واللاما والراكون قد عبرت البرزخ في رحلة شاقة إلى الجنوب.

## الغلاف الحيوي
بما أن الجسر يربط بين مساحتين ضخمتين من الأرض، فالغلاف الحيوي لبنما مكتظ بتداخل اليوانات والنباتات من كلا الأمريكتين. فمثلا؛ يوجد أكثر من 500 نوع من الطيور في منطقة البرزخ. فالمناخ الاستوائي يشجع أعداد لا تحصى من الأنواع الملونة الكبيرة والزاهية؛ الحشرات والثعابين والطيور والأسماك والزواحف. موزعة على طول سلسلة الجبال، فطقس البرزخ يكون بشكل عام رطب على جانب الأطلسي (الكاريبي) ولكن له تقسيمات أوضح للمواسم الرطبة والجافة على جانب المحيط الهادئ.